# Zamach na Jana Pawła II (1981)

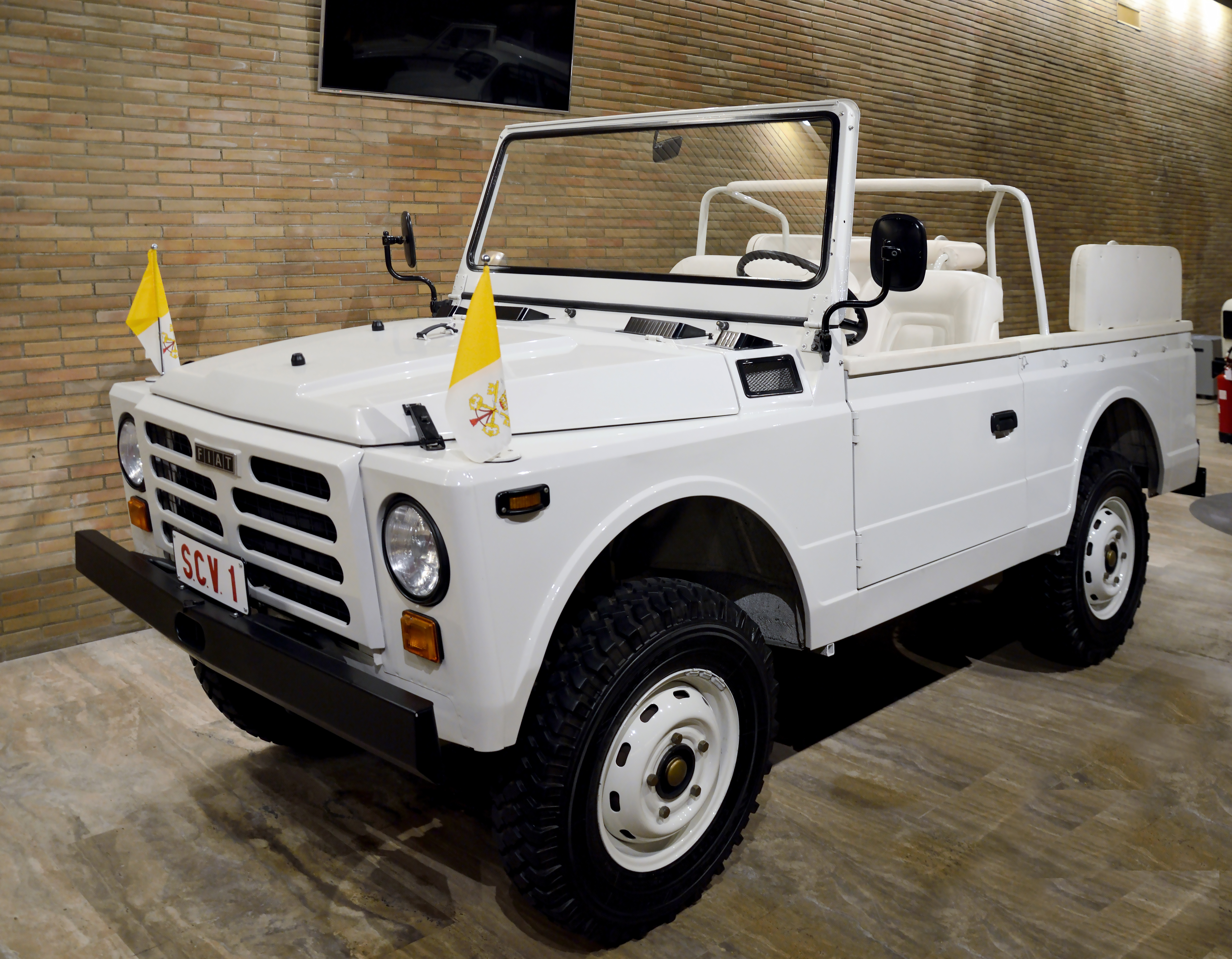
Fiat Nuova Campagnola, w którym został postrzelony papież

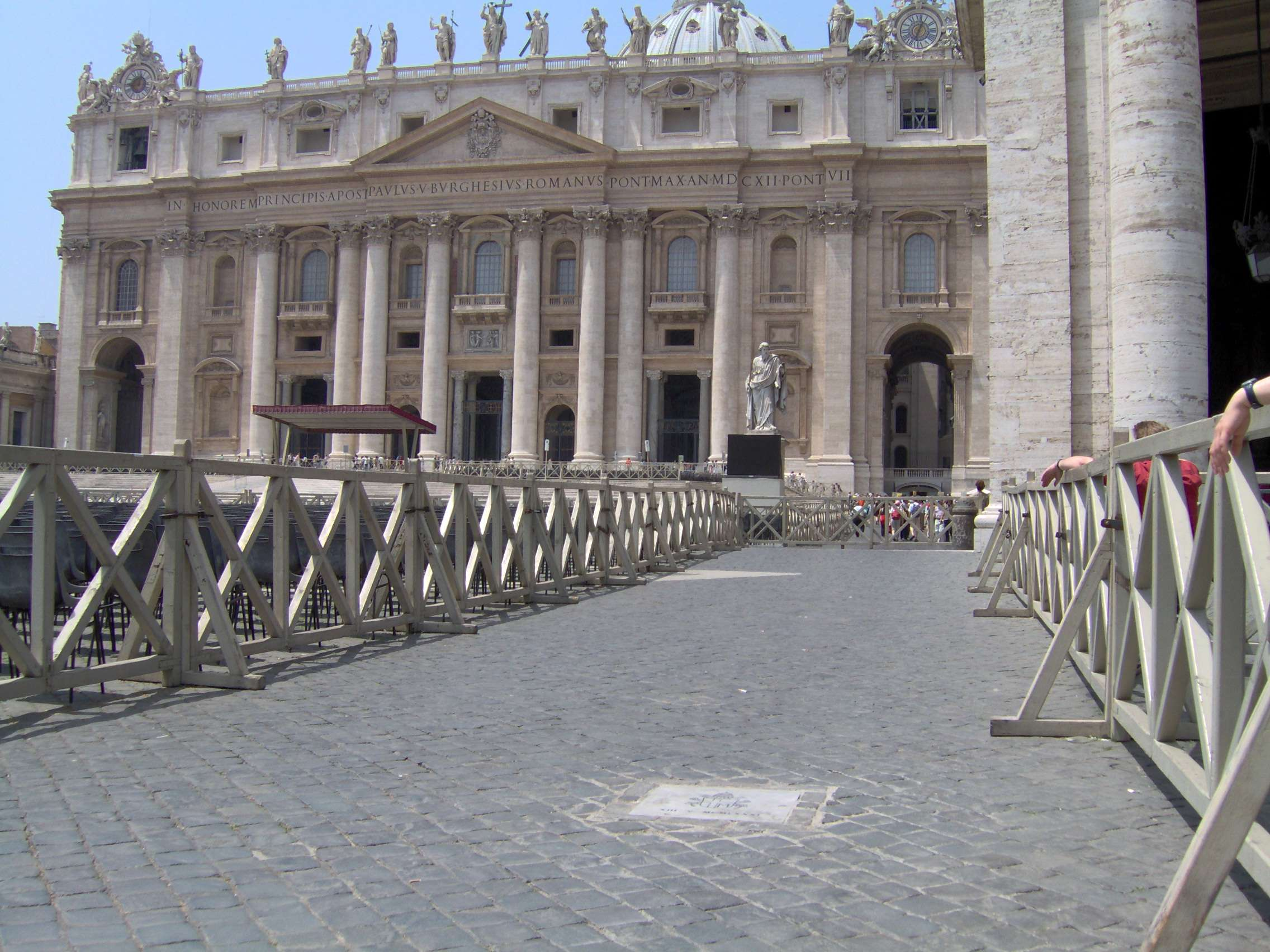
Plac św. Piotra, miejsce zamachu na papieża Jana Pawła II

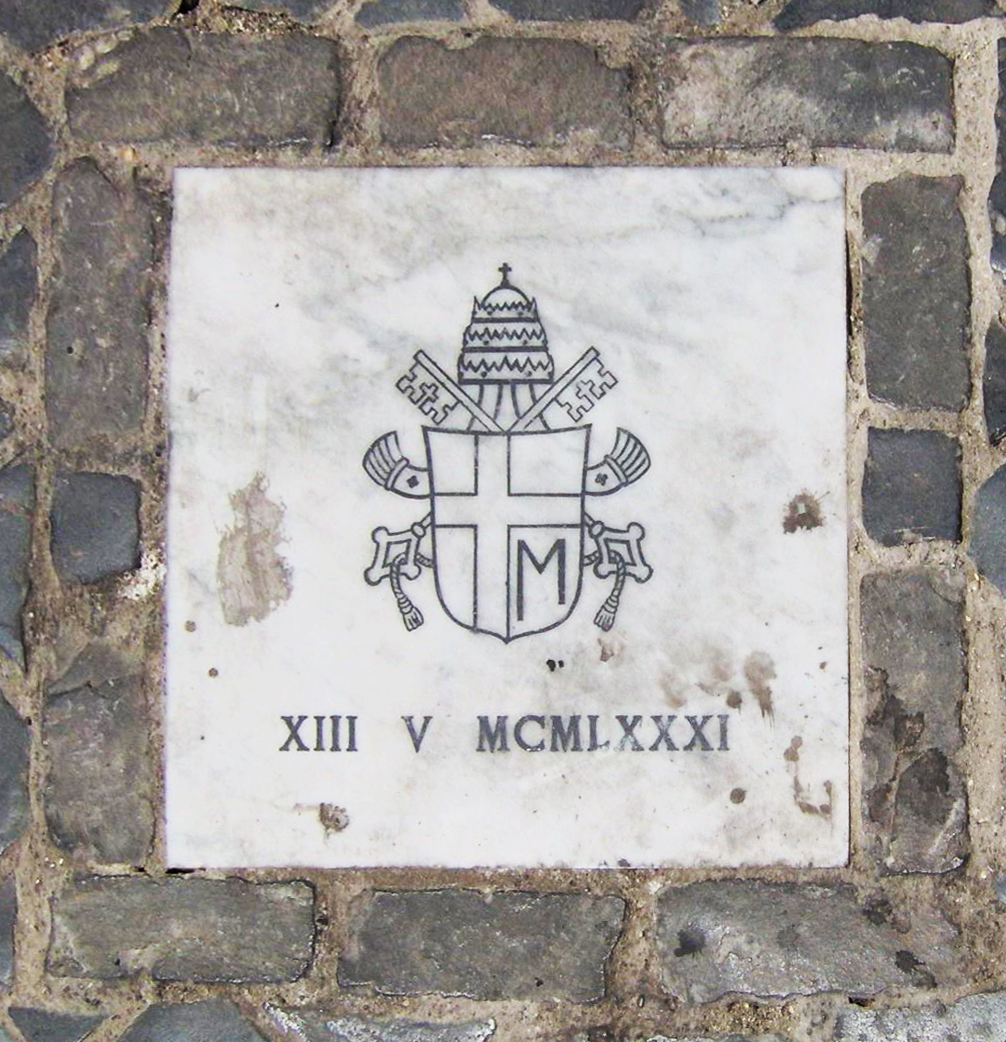
Plac św. Piotra, tablica z herbem papieskim i datą zamachu: 13.05.1981

Zamach na papieża Jana Pawła II – nieudany zamach, który miał miejsce 13 maja 1981, podczas audiencji generalnej na placu świętego Piotra w Watykanie około godziny 17:19.

## Okoliczności zamachu
Jan Paweł II został postrzelony przez tureckiego zamachowca Mehmeta Ali Ağcę w brzuch oraz rękę. Jak ustalili śledczy, chwilę wcześniej Ağca celował w jego głowę, jednak nie oddał strzału, ponieważ Jan Paweł II schylił się wtedy do małej dziewczynki Sary Bartoli i wziął ją na ręce. Po postrzeleniu, ranny papież osunął się w ramiona stojącego za nim sekretarza Stanisława Dziwisza. Ochrona przewiozła Jana Pawła II do polikliniki Gemelli, gdzie poddano papieża sześciogodzinnej operacji. Papież wierzył, że swoje ocalenie zawdzięczał nie tylko szczęściu. Wyraził to słowami: 

Jedna ręka strzelała, a inna kierowała kulę.

 Wierni dostrzegli pewien związek. Zamach miał miejsce 13 maja, podobnie jak pierwsze objawienie Matki Bożej w Fatimie w roku 1917.
Jan Paweł II spędził na rehabilitacji w szpitalu 22 dni. Potem wielokrotnie cierpiał z powodu różnorodnych dolegliwości będących następstwem postrzału.
Po zamachu otoczenie papieża wprowadziło specjalne środki bezpieczeństwa (m.in. papamobile został odpowiednio opancerzony).

## Podróż do Fatimy
Rok po zamachu papież udał się do Fatimy w swą 11 podróż apostolską, chcąc złożyć Matce Boskiej hołd i podziękowanie za to, że ta według niego ocaliła mu życie. Wyjęty podczas operacji pocisk z pistoletu Mehmeta Ali Ağcy został przekazany jako wotum, a następnie umieszczono go wewnątrz korony figury Matki Bożej Fatimskiej. 13 maja 1982, podczas nabożeństwa, niezrównoważony mężczyzna Juan María Fernández y Krohn lekko ugodził papieża nożem. Ochrona szybko obezwładniła napastnika, a papież dokończył nabożeństwo pomimo krwawienia. Wydarzenie to nie było szerzej znane aż do roku 2008, kiedy do kin trafił film Świadectwo.

## Zleceniodawcy zamachu
Istnieje wiele teorii na temat przyczyn zamachu. Sam zamachowiec Mehmet Ali Ağca podawał w czasie śledztwa wiele wzajemnie sprzecznych wersji. Jedną z nich był tzw. „ślad bułgarski”, sugerujący, że udział w spisku brały służby specjalne Ludowej Republiki Bułgarii, działające na zlecenie władz ZSRR. Aresztowano nawet Bułgara Sergeja Antonowa, jednak po długim śledztwie i procesie został on uwolniony z braku dowodów.
W 1985 w raporcie analitycznym CIA za najbardziej prawdopodobne uznała zaangażowanie ZSRR w zlecenie i organizację zamachu. Jednak podczas przesłuchań w Komisji ds. Wywiadu Senatu Stanów Zjednoczonych w 1991 były wysoki rangą funkcjonariusz CIA, Melvin Goodman, zeznał, że szef CIA Gates w roku 1985 osobiście zamówił u trzech analityków raport, którego wstępnym założeniem było udowodnienie, że radziecki wywiad był wplątany w sprawę zamachu na papieża. Według zeznań Goodmana, który był w CIA głównym specjalistą od stosunków Moskwy z Trzecim Światem, w roku 1983 jeden z czołowych analityków Agencji napisał notatkę służbową do ówczesnego jej szefa, Williama Caseya, w której stwierdził, że nie ma solidnych dowodów na to, iż Sowieci lub Bułgarzy brali udział w spisku.
Jako typową poszlakę należy uznać opublikowany w marcu 1995 przez włoski tygodnik „Toscana Oggi” rozkaz Komitetu Centralnego KPZR z 1979, nakazujący KGB wykorzystanie wszelkich dostępnych możliwości, by zapobiec nowemu kierunkowi w polityce, zapoczątkowanemu przez polskiego papieża, a w razie konieczności – sięgnąć po środki wykraczające poza dezinformację i dyskredytację. Pod rozkazem podpisali się: Michaił Gorbaczow, Michaił Susłow oraz inni członkowie KC – Andriej Kirilenko, Konstantin Czernienko, Konstantin Rusakow, Boris Ponomariow, Iwan Kapitonow, Michaił Zimianin i Władimir Dołgich. Dokument był szeroko analizowany w 2008 przez amerykańskiego dziennikarza Johna O. Koehlera.
Według francuskiej dziennikarki bułgarskiego pochodzenia, Rumiany Ugarczinskiej, ślady zamachu w Turcji i we Włoszech prowadzą do tajnej struktury NATO o nazwie „Stay Behind”. Zdaniem Marco Ansaldo, watykanisty włoskiego dziennika La Repubblica, za zamachem stała wyłącznie skrajna turecka organizacja terrorystyczna Szarych Wilków, której członkiem był Mehmet Ali Ağca.
Ağca zostawił w pensjonacie list, w którym napisał między innymi, że chce pokazać światu imperialistyczne zbrodnie Związku Radzieckiego i Stanów Zjednoczonych. „Le Monde diplomatique” ustaliło, że zamach sfinansował Abdullah Çatlı za sumę 3 000 000 marek pochodzących z funduszy nacjonalistycznej organizacji Szarych Wilków.